# Phlebosotera sabroskyi
Phlebosotera sabroskyi är en tvåvingeart som beskrevs av Deeming 1978. Phlebosotera sabroskyi ingår i släktet Phlebosotera och familjen smalvingeflugor.
Artens utbredningsområde är Nigeria. Inga underarter finns listade i Catalogue of Life.